# Hanna Alström
Hanna Carolina Alström (* 5. März 1981 in Stockholm) ist eine schwedische Schauspielerin.

## Leben
Hanna Alström wurde als jüngere Schwester der Schauspielerin Sara Alström (* 1975) geboren. Gemeinsam mit ihrer Schwester spielte sie am Stockholmer Kindertheater Unga Teatern. Ihr Filmdebüt gab sie 1989 in der Astrid-Lindgren-Verfilmung Goldi, in der sie die Rolle der Berit spielte.
Von 1989 bis 1993 stand sie in Kinderrollen am Königlichen Dramatischen Theater (Dramaten) auf der Bühne, wo sie von 2009 bis 2012 erneut zu erleben war. Ab 1994 war sie in verschiedenen schwedischen Fernsehserien zu sehen. Von 2003 bis 2007 besuchte sie die Theaterakademie in Stockholm, von 2005 bis 2009 war sie am dortigen Stadttheater engagiert.
In der schwedischen Fernsehfilmreihe Ein Fall für Annika Bengtzon spielte sie 2012 in drei Folgen die Rolle der Sophia Grenborg. In der Comic-Verfilmung Kingsman: The Secret Service (2014) sowie der Fortsetzung Kingsman: The Golden Circle (2017) verkörperte sie die Rolle der Prinzessin Tilde. Im Spielfilm Das Mädchen aus dem Norden war sie 2016 als Lehrerin zu sehen. 2019 spielte sie im tschechisch-slowakischen Historiendrama The Glass Room von Julius Sevcík an der Seite von Claes Bang als ihr Ehemann Viktor sowie Carice van Houten als ihre Freundin Hana die Rolle der Liesel Landauer.
In der Serie Agatha Christies Hjerson (2021) übernahm sie die weibliche Hauptrolle der Fernsehproduzentin Klara Sandberg, die für ein neues Reality-Format den exzentrischen Mordermittler Sven Hjerson, dargestellt von Johan Rheborg, gewinnen möchte und die in der Folge gemeinsam ermitteln.
Von 1999 bis 2005 war sie mit dem Schauspieler Gustaf Skarsgård liiert.

## Filmografie (Auswahl)
- 1989: Goldi (Gull-Pian)
- 1994: Bert (Fernsehserie)
- 1995: Anmäld försvunnen (Fernsehserie)
- 1995: Bert – Den siste oskulden
- 1996: Skuggornas hus (Miniserie)
- 1996: I nöd och lust... – Incest – Kommer pappa i fängelse nu?
- 1998: Aspiranterna – Den sista tiden
- 1998: Längtans blåa blomma (Miniserie)
- 1998–1999: Vita lögner (Fernsehserie)
- 1999: Sherdil
- 1998–2000: Skärgårdsdoktorn (Fernsehserie)
- 2000: Barnen på Luna – Avsnitt 6
- 2002: Nya tider (Fernsehserie)
- 2002: Cleo (Fernsehserie)
- 2006: Min frus förste älskare
- 2007: En spricka i kristallen (Fernsehfilm)
- 2008: Livet i Fagervik (Fernsehserie)
- 2008: Kärlek 3000
- 2009: Knäcka
- 2009: Blomstertid (Miniserie)
- 2011: Stockholm-Båstad (Miniserie)
- 2011: Once upon a Time in Phuket (En gång i Phuket)
- 2011: Två herrars tjänare
- 2012: Ein Fall für Annika Bengtzon (Annika Bengtzon; Fernsehreihe)
  - Der Rote Wolf (Den röda vargen)
  - Lebenslänglich (Livstid)
  - Kalter Süden (En plats i solen)
- 2013: Bäst före
- 2013: Farliga drömmar (Fernsehfilm)
- 2013: Mig äger ingen
- 2013–2014 Real Humans – Echte Menschen (Äkta människor; Fernsehserie)
- 2014: Tillbaka till Bromma
- 2014: Joy (Fernsehserie)
- 2014: Welcome to Sweden – Fitting In/Vänner
- 2014: Kingsman: The Secret Service
- 2015: Crossing Lines – Die Story/Expose
- 2016: Das Mädchen aus dem Norden (Sameblod)
- 2017: Kingsman: The Golden Circle
- 2018: Ted – För kärlekens skull
- 2018: Mord im Mittsommer (Morden i Sandhamn; Fernsehserie, Folge 6x3 Gewissenlos)
- 2019: The Glass Room
- 2020–2022: The Machinery (Maskineriet; Fernsehserie)
- 2020: Not For Profit (Fernsehserie)
- 2021: Agatha Christies Hjerson (Fernsehserie)
- 2022–2023: The Crown (Fernsehserie)
- 2024: STHLM Blackout (Fernsehserie)